# Melasina fibriculatella
Melasina fibriculatella är en fjärilsart som beskrevs av Pierre E.L. Viette 1956. Melasina fibriculatella ingår i släktet Melasina och familjen säckspinnare. Inga underarter finns listade i Catalogue of Life.